# ویلی فان نسته
ویلی فان نسته (انگلیسی: Willy Van Neste؛ زادهٔ ۱۰ مارس ۱۹۴۴) دوچرخه‌سوار اهل بلژیک است.